# Ulrich Wille
Ulrich Wille (Amburgo, 5 aprile 1848 – Meilen, 31 gennaio 1925) è stato un generale svizzero comandante in capo dell'esercito svizzero dall’8 agosto 1914 al 1918.

## Biografia

### Formazione
I Wille (originariamente, in francese, Vuille) sono originari del Canton Neuchâtel, all'epoca un principato formalmente tutelato dal Regno di Prussia. A metà del Settecento, parte della famiglia si trasferì nell'Impero tedesco, ma nel 1849 François Wille, impegnato come liberale nel Parlamento di Francoforte, fuggì in Svizzera, a Zurigo, con il figlio Ulrich nato un anno prima ad Amburgo. Ulrich frequentò le scuole a Zurigo e a Stäfa, poi le università di Zurigo, di Halle (Wittenberg) e di Heidelberg, dove si laureò in legge nel 1869.
Due anni prima, nel 1867, aveva intrapreso la carriera militare nei corpi di artiglieria, agli ordini tra gli altri di Hans Herzog, con cui partecipò alla mobilitazione del 1870-1871, in concomitanza della Guerra franco-prussiana. Nel 1874 venne promosso capitano, nel 1877 maggiore e nel 1881 tenente colonnello. Nel 1883 Wille venne nominato dal Consiglio Federale Alto istruttore della cavalleria, affinché adattasse questi reparti alle nuove esigenze belliche. Wille riorganizzò l'esercito svizzero secondo il modello prussiano, di cui era un grande ammiratore, cercando di coniugare la disciplina e la formazione prussiane con l'esercito di milizia elvetico.

### La riforma dell'esercito federale
Tra la fine dell'Ottocento e la prima guerra mondiale, l'Esercito svizzero è al centro di una viva polemica che coinvolge tutto il Paese. Si affrontano due tesi: la “Direzione nazionale” (ted. Nationale Richtung), di concezione repubblicana, ispirata alla Rivoluzione francese, e la “Nuova direzione” (ted. Neue Richtung), propugnata proprio da Wille, che segue il modello prussiano, in cui il coscritto è prima di tutto un soldato e non un “cittadino in divisa”. La Neue Richtung viene propagata da ufficiali istruttori presenti soprattutto nei corpi di artiglieria e di cavalleria, che rigettano l'idea di un esercito repubblicano. Il modello della Neue Richtung è l'esercito prussiano, da poco vittorioso sull'esercito francese (“repubblicano”) nella Guerra franco-prussiana.
L'obiettivo non è quello di incorporare il maggior numero di cittadini, ma di addestrare alla perfezione un ristretto numero di giovani, che consacrino la loro esistenza all'esercito, abbandonando progressivamente l'idea di un esercito di milizia. La Neue Richtung promuove un'istruzione moderna, ma che esige una nuova disciplina del coscritto: l'addestramento non ha più come obiettivo l'apprendimento delle manovre, ma lo sviluppo della disciplina e del riflesso nel soldato. Le idee di Wille trovarono l'appoggio dell'opinione pubblica elvetica (chiamata ad esprimersi in un referendum) e nel 1907 entrò così in vigore la nuova Legge federale sull'organizzazione dell'esercito, segnando la predominanza della Neue Richtung. Di pari passo, benché la vittoria nel referendum fu di stretta misura, crebbe il prestigio di Ulrich Wille.

### La Prima guerra mondiale

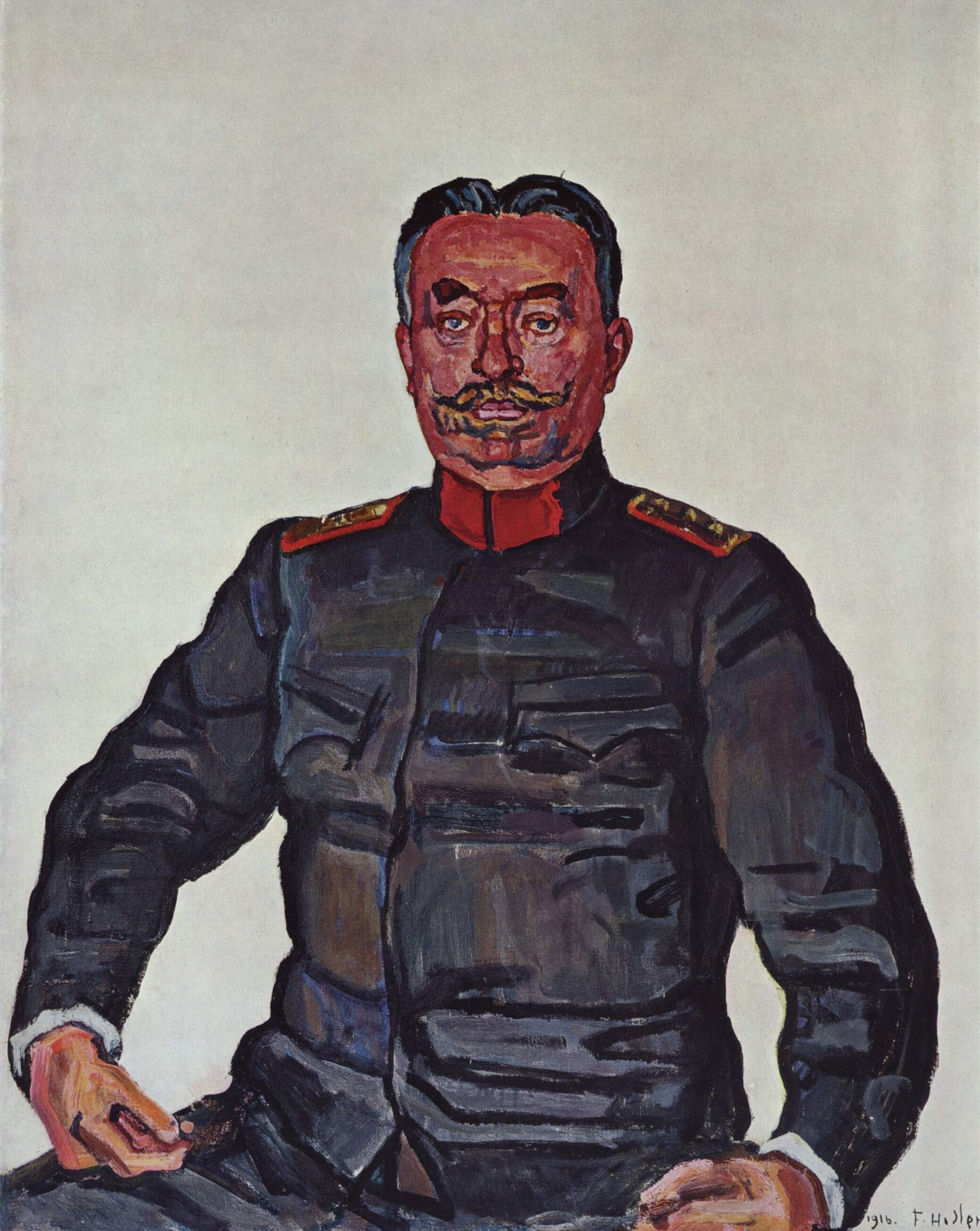
Wille in un dipinto di Ferdinand Hodler.

Il 3 agosto 1914, in risposta alla deflagrazione della prima guerra mondiale, il Consiglio federale decretò la mobilitazione generale per salvaguardare la neutralità elvetica. Il Parlamento svizzero (Consiglio Nazionale e Consiglio degli Stati) ratificò la decisione e, conformemente alla Costituzione, l'8 agosto elesse generale Ulrich Wille (con 122 voti favorevoli e 63 contrari, andati al suo rivale Theophil Sprecher von Bernegg).
Se non vi erano dubbi sul suo valore e la sua competenza in ambito militare, le relazioni di Wille con l'alta aristocrazia tedesca e le sue simpatie per il Secondo Reich suscitarono timori fra l'opinione pubblica romanda e gli esponenti del Partito Socialista Svizzero e del Partito Liberale Radicale. Nel 1912 Wille era stato ricevuto personalmente nella proprietà di Wesenstock da Guglielmo II e, pochi anni prima, aveva sposato Clara Gräfin von Bismarck, parente dell'ex cancelliere tedesco Otto von Bismarck.
Wille dispiegò un corpo d'armata a nord-ovest (nel Canton Giura, al confine con la Francia), uno a sud-est (in Engadina al confine con l'Italia), mentre un terzo corpo d'armata rimase in stato d'allerta sull'Altopiano, pronto ad intervenire in caso di sconfinamento da parte di uno dei belligeranti. Il tutto si svolse in un clima di forte sospetto, poiché Wille si rifiutò di prendere in considerazione l'eventualità di un attacco tedesco alla Svizzera.
Il 20 luglio 1915, in una missiva indirizzata al Consiglio federale, Wille si spinse a presentare i vantaggi di un'eventuale entrata in guerra della Svizzera a fianco degli Imperi centrali. La proposta, rivelata dalla stampa, suscitò un forte malcontento fra l'opinione pubblica, tradizionalmente molto legata alla neutralità elvetica. La posizione di Wille si indebolisce notevolmente e il Consiglio federale pensa di esautorarlo, salvando la forma e adducendo motivi di salute, ma la decisione viene rinviata a causa della criticità della situazione interna.

## Il dopoguerra
Se la Svizzera neutrale, infatti, non conosce gli sconvolgimenti politici (come il Biennio rosso e il Comintern) dei paesi belligeranti, il peggioramento delle condizioni economiche spinge però le organizzazioni operaie a chiedere con maggior insistenza l'istituzione di un sistema di assicurazioni sociali e la limitazione del lavoro a 48 ore settimanali. Wille viene allora incaricato di vigilare sulle manifestazioni che si tengono nel Paese.
Dal 12 al 14 novembre 1918 si tiene il primo sciopero generale della Svizzera, cui aderiscono 250.000 lavoratori. Wille viene incaricato di riprendere il controllo della situazione. Sarà il suo ultimo incarico, al termine del conflitto verrà congedato. Si ritirerà a Meilen, sobborgo di Zurigo, dove vivrà sino alla morte, avvenuta il 31 gennaio 1925.